# Helicofilia irregularis
Helicofilia irregularis är en svampart som först beskrevs av P.M. Kirk, och fick sitt nu gällande namn av G.Z. Zhao, Xing Z. Liu & W.P. Wu 2007. Helicofilia irregularis ingår i släktet Helicofilia, divisionen sporsäcksvampar och riket svampar.   Inga underarter finns listade i Catalogue of Life.